# Vladimír Vopálka
Vladimír Vopálka (28. června 1952, Praha – 20. dubna 2014) byl přední český právník a vysokoškolský pedagog. Specializoval se na správní právo.
Od roku 1975 působil na Právnické fakultě Karlovy Univerzity v Praze, kde byl v 90. létech 20. století proděkanem, od roku 2001 pak byl vedoucím katedry správního práva a správní vědy. V letech 2000-2003 byl prorektorem pro vnější vztahy Univerzity Karlovy v Praze. Od roku 1991 byl také členem Legislativní rady vlády.
Ve své vědecké a pedagogické práci se specializoval na obor správní právo se zaměřením na problematiku normotvorby, správního řízení a místní samosprávy.